# Márk evangélista
Márk evangélista vagy Szent Márk (Cyrenaica, 14 – Küréné, 72) a Lévi törzséből való pap, evangélista. 
A hagyomány Márk evangéliumának szerzőjének tartotta. A legtöbb mai bibliakutató alapján Márk evangéliumát egy névtelen szerző írta, nem pedig „Márk evangélista”.

## Élete
Zsidó származású volt, eredetileg Johanannak (János) hívták, de mivel nem zsidók között térített, latin  Marcus néven vált ismertté. Nevének jelentése "nehéz kalapács". Állítólag azért kapta ezt a nevet, mert úgy alakította az embereket, mint kalapács a forró vasat. Némelyek szerint Jézus Krisztus 72 tanítványának egyike, mások szerint Jézus Krisztus feltámadása után tért meg. Péter apostol követője és utazásai során társa volt. 44-ben, amikor Júdeában éhínség támadt, az antiokheiai egyház a jeruzsálemiek segítségére sietett és Pál apostol Barnabás apostollal együtt vitt nekik adományt. Márk anyjának házában szálltak meg. Amikor visszaindultak Antiochiába, magukkal vitték Márkot is, akit alkalmasnak tartottak arra, hogy segítségükre legyen az apostoli munkában. 45-ben Pál és Márk nagybátyja Barnabás Ciprus szigetére indult ahová Márk is velük tartott. Ő volt Péter tolmácsa. 50 és 60 között feljegyezte Péter apostol prédikációit és később annak alapján megírta evangéliumát.
A kereszténység egyiptomi elterjedése Márk nevéhez fűződik. Az egyiptomi kopt ortodox egyház megalapítója, melynek Alexandriában ő volt az első püspöke. Szent Péter jóváhagyásával írta meg Szent Péter elbeszélése alapján az evangéliumot latin nyelven a rómaiak számára. Péter apostol Egyiptomba küldte Márkot, abból a célból, hogy az ottani pogányokat a keresztény hitre térítse.
49-ben járt először Egyiptomban, majd 60-ban ismét Egyiptom egyik legnagyobb városába, Alexandriába ment, és az akkorra már elkészült evangéliumot terjesztette és sokakat megtérített. Márk tizenkét éven át tevékenykedett Egyiptomban. A pogány papok azonban az életére törtek. Elfogták, és nyakára kötelet kötözve a sziklás ösvényeken vonszolták maguk után. Vére megfestette a sziklákat, az utcákon addig hurcolták körbe-körbe, amíg meg nem halt. A pogányok nagy máglyát raktak, és el akarták égetni, de akkor hirtelen szélvész és felhőszakadás támadt és emiatt az áradó víz elől menekülniük kellett. Akkor jöttek a keresztények, és eltemették Bukolesben.

## Emlékezete
Márk evangélista keresztény ikonográfiai attribútuma általában a szárnyas oroszlán. 
Ereklyéit Alexandriába szállították, amelyeket 815-ben Velencébe vittek, és ott elrejtették. A velenceiek mint védőszentjüket tisztelik és székesegyházuk Szent Márk nevét viseli. Emléknapja április 25-e, szimbóluma az oroszlán. Emléknapján a katolikus egyház hívői a határban körmeneten vesznek részt és búzát szentelnek. A keresztutaknál és az ott elhelyezett határkeresztnél a megszentelt búzavetésből minden hívő kitépett egy szálat. A férfiak a kalapjuk mellé tűzték a szentelt búzaszálat, a nők pedig elrejtették az imádságos könyveikbe.

## Neve alatt fennmaradt iratok
- Márk evangéliuma
- Márk titkos evangéliuma